# Rauvolfia sandwicensis
Rauvolfia sandwicensis es una especie de planta fanerógama perteneciente a la familia Apocynaceae, originaria de Hawái.

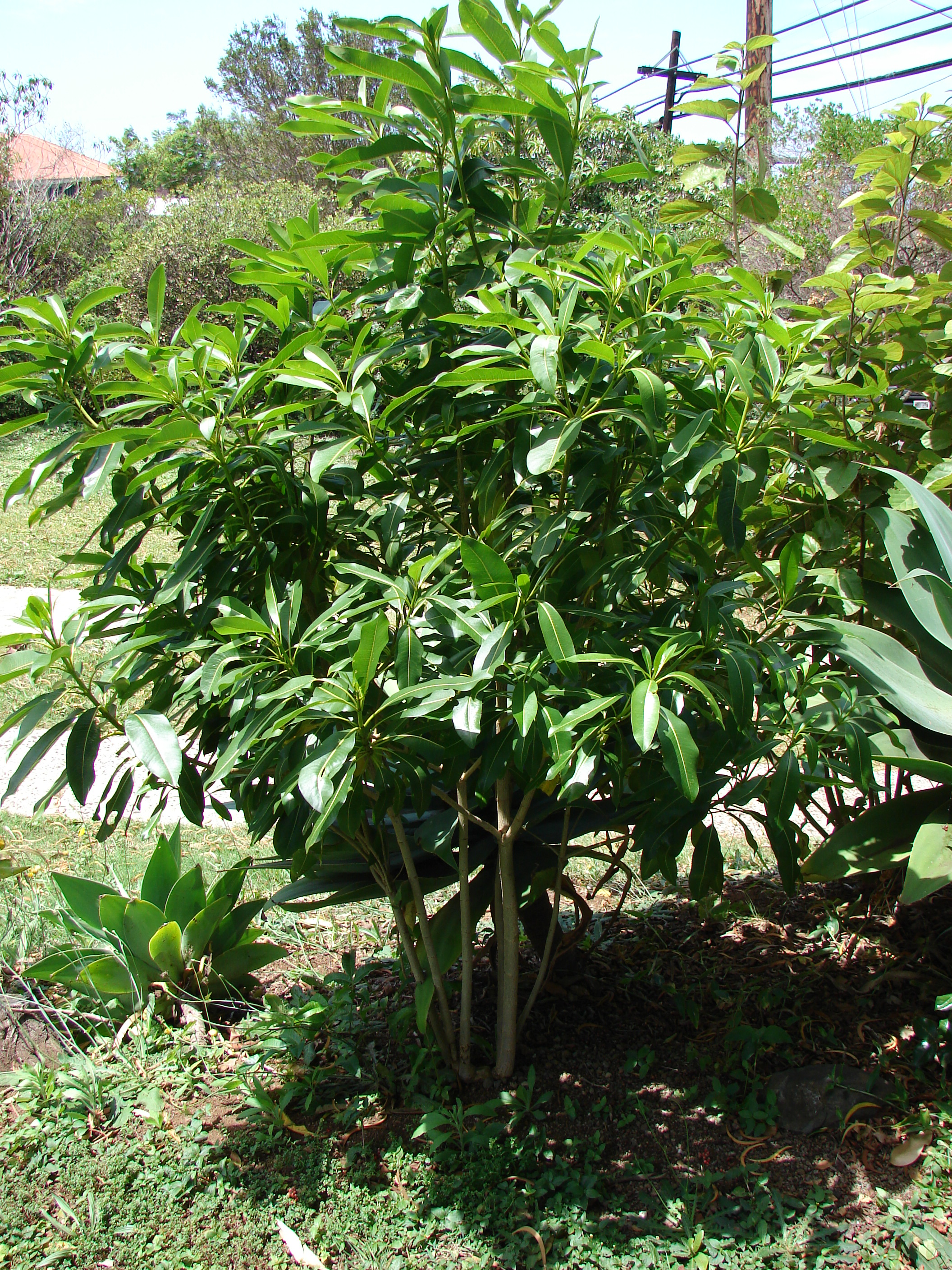
Vista de la planta

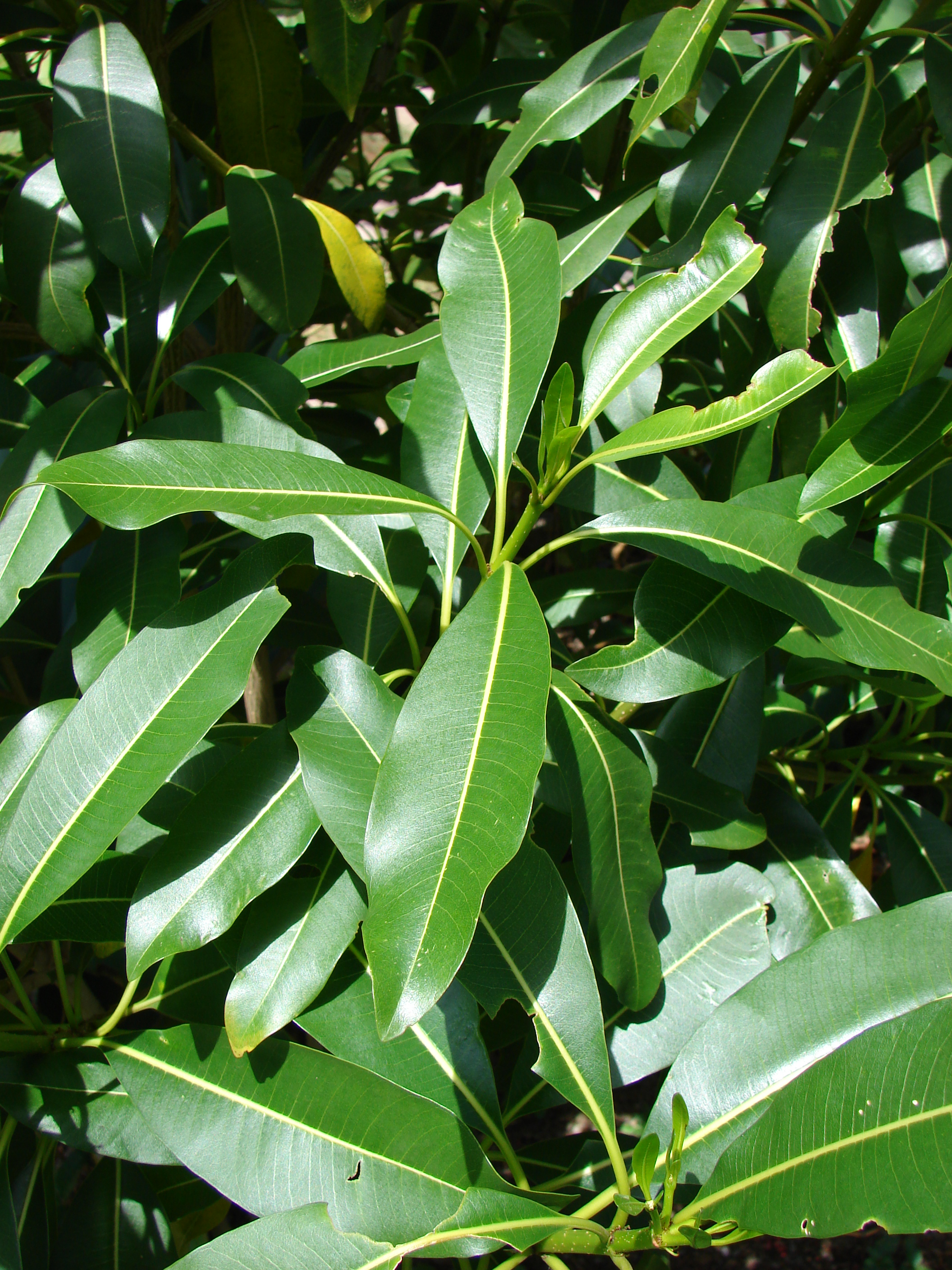
Hojas

## Descripción
Se trata de un arbusto, un pequeño árbol que puede alcanzar un tamaño de 6 m de altura, o, rara vez, un árbol de hasta 12 m de altura de tamaño medio, con un diámetro de tronco de 0,3 m. El árbol habita la región mésico costera y los bosques templados mixtos en las elevaciones de 100-500 m.

## Taxonomía
Rauvolfia sandwicensis fue descrita por Alphonse Pyramus de Candolle y publicado en Prodromus Systematis Naturalis Regni Vegetabilis 8: 339. 1844.
Etimología
Rauvolfia: nombre genérico que fue otorgado en honor del botánico alemán Leonhard Rauwolf.
sandwicensis: epíteto
Sinonimia
- Aspidosperma tuberculatum (Vahl) Benoist ex Pichon
- Bleekeria sandwicensis (A.DC.) Koidz.
- Excavatia sandwicensis (A.DC.) Markgr.
- Macaglia tuberculata Vahl
- Ochrosia sandwicensis A.DC.
- Ochrosia tuberculata (Vahl) Pichon
- Rauvolfia degeneri Sherff
- Rauvolfia forbesii Sherff
- Rauvolfia helleri Sherff
- Rauvolfia mauiensis Sherff
- Rauvolfia molokaiensis Sherff
- Rauvolfia molokaiensis var. parvifolia O.Deg. & Sherff
- Rauvolfia parviflora K.Schum.
- Rauvolfia remotiflora O.Deg. & Sherff[4]